# Nikolaus Heinrich Brehmer

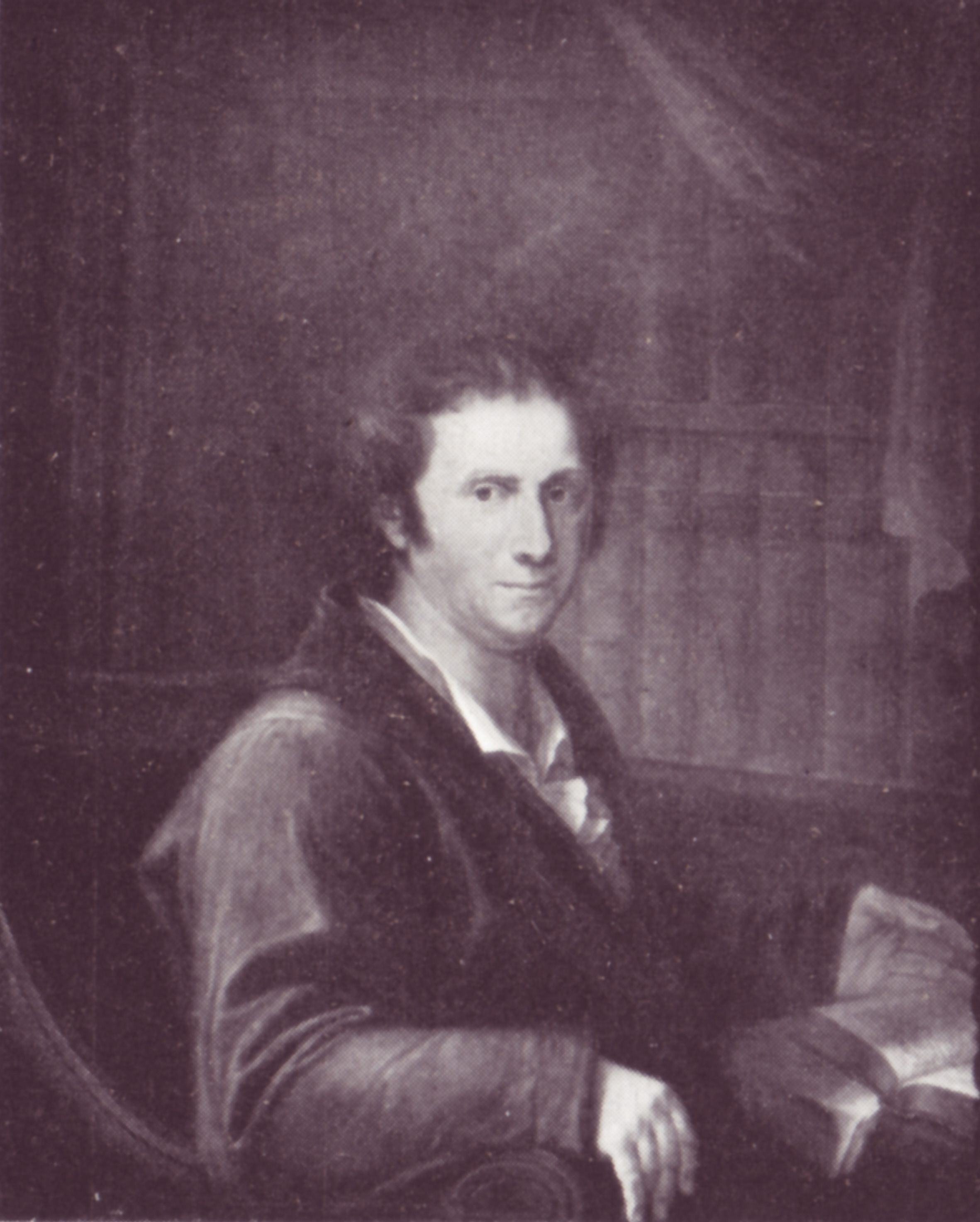
Nikolaus Heinrich Brehmer, zeitgenössisches Porträt

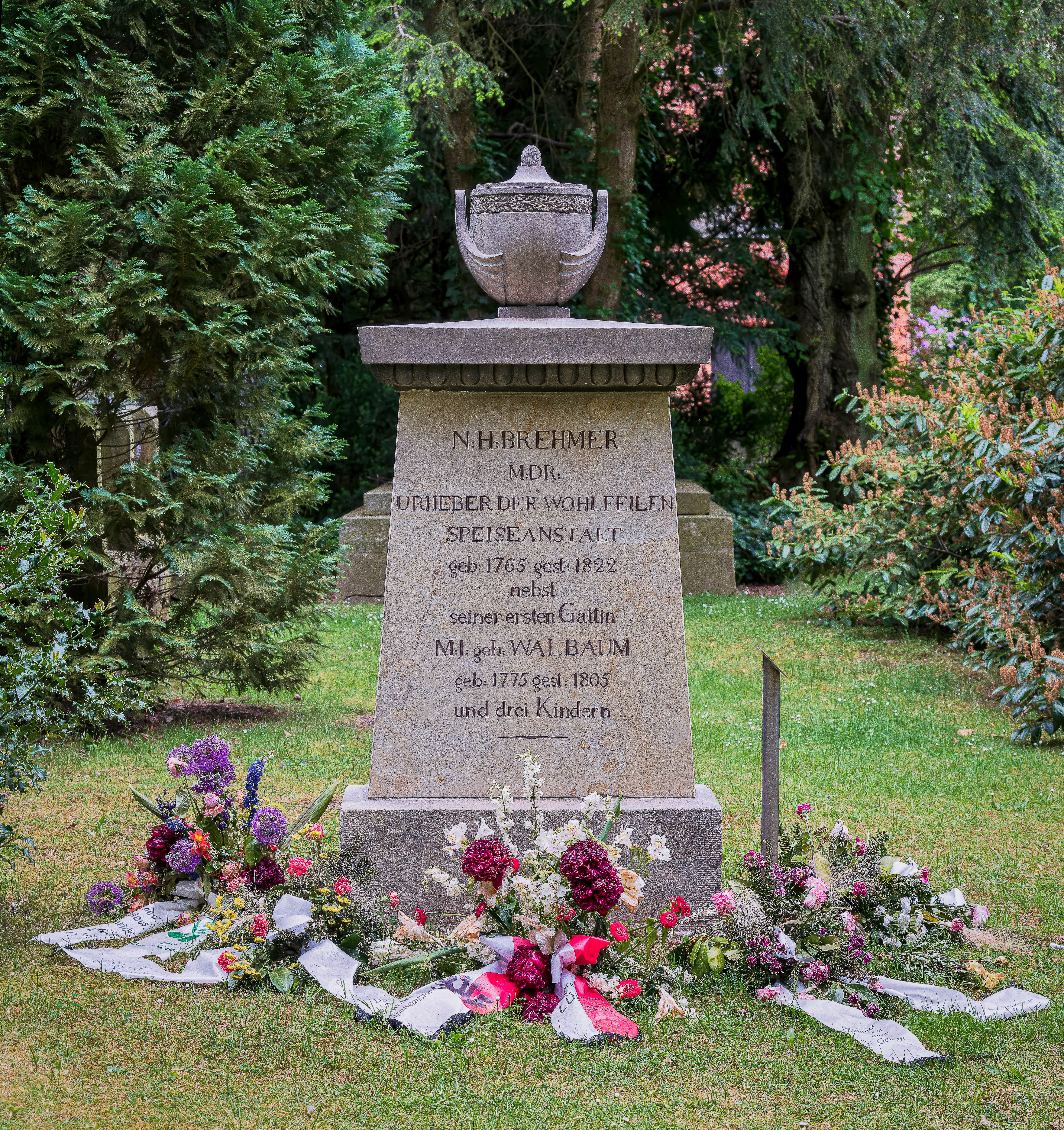
Grabstein nach Aufarbeitung 2023

Nikolaus Heinrich Brehmer, auch Nicolaus Hinrich (* 3. Juni 1765 in Lübeck; † 22. August 1822 ebenda) war ein deutscher Mediziner und Privatgelehrter.

## Leben
Nikolaus Heinrich Brehmer war der Sohn des wohlhabenden Brauers Hinrich Ulrich Brehmer (1729–1804). Er besuchte das Katharineum zu Lübeck und begann Ostern 1786 ein Studium der Evangelischen Theologie an der Universität Jena, das er ab Ostern 1789 an der Universität Göttingen fortsetzte. Um Michaelis 1790 kehrte er nach Lübeck zurück und wurde Kandidat des Geistlichen Ministeriums. Nach zwei Jahren entschloss er sich, die Theologie aufzugeben und ein Medizinstudium zu beginnen, wofür er wieder nach Jena ging.
Nach Abschluss seines Medizinstudiums mit der Promotion in Jena 1794 ließ er sich in Lübeck als praktischer Arzt nieder. Nach dem Tod seiner Frau reist er viel und gab 1807 seine Praxis auf. Er widmete sich nun ganz seinen Studien und seinem bürgerschaftlichen Engagement.

## Familie
Nikolaus Heinrich Brehmer war seit 1797 verheiratet mit Magdalene Juliane, geb. Walbaum (* 14. Dezember 1775; † 23. August 1805), der Tochter des Arztes Johann Julius Walbaum. Sie starb an den Folgen einer Totgeburt. Von den Söhnen des Paares wurde Heinrich Brehmer Lübecker Senator und Bürgermeister; Friedrich Brehmer (1802–1857), der jüngere Sohn, pachtete das Gut Falkenhusen und war der Vater des Maschinenbau-Unternehmers und Erfinders Hugo Brehmer.
1809 heiratete Nikolaus Heinrich Brehmer die Witwe Maria Magdalene Ehrich, geb. Roeper. Aus dieser Ehe stammen drei weitere Kinder.

## Gesellschaftliches Engagement
Geprägt von den Gedanken der Aufklärung, engagierte sich Brehmer in vielfältiger Weise, vor allem in der Gesellschaft zur Beförderung gemeinnütziger Tätigkeit. Er hielt zahlreiche Vorträge, setzte sich für die Reform des städtischen Gesundheits- und Hebammenwesens ein und gehörte zu den aktivsten Förderern der praktischen Einrichtungen der Gesellschaft wie der Wasserrettungsanstalt. 1802 war er einer der Gründer der Seebadeanstalt Travemünde. Von 1814 bis 1818 und von 1819 bis 1821 war er Direktor der Gemeinnützigen. Von 1819 bis 1822 war er Mitglied der städtischen Central-Armen-Deputation.

## Grabstein
Sein Grabmal, das zwischenzeitlich auf den Vorwerker Friedhof gestanden hatte, wurde nach einer denkmalgerechten Aufarbeitung 2023 wieder an seinen Ursprungsort auf den Lübecker St. Lorenz-Friedhof zurückgebracht.

## Werke
- Dissertatio inauguralis exhibens cogitata quaedam de febre biliosa. Jenae: Stranckmann 1794
- Dem Andenken eines geschätzten Arztes D. Johann Julius Walbaum gewidmet. Lübeck 1799

Abdruck in Friedrich Schlichtegroll (Hrsg.) Nekrolog auf das Jahr 1799. Band 10/2 Weimar: Perthes 1805, S. 26–69
- Entdeckungen im Alterthum. Weimar : Landes-Industrie-Comptoir 1822

Theil 1, Abth. 1: Forschungen in Asien
Theil 1, Abth. 2: Forschungen in Europa